# Chiesa di Maria Santissima Annunziata (Partinico)
La chiesa di Maria Santissima Annunziata è la Chiesa Madre e il principale luogo di culto di Partinico, in città metropolitana di Palermo e arcidiocesi di Monreale; è a capo del vicariato di Partinico. 
L'edificio si trova nella Piazza Duomo, con ingresso principale nel corso dei Mille.

## Storia
L'impianto originario, ad una sola navata, fu costruito fra il 1552 e il 1570, su una parte dell'area occupata dall'attuale, accanto ad una preesistente e grande torre (che assunse le funzioni di campanile), sotto il titolo della chiesa di San Cristoforo.
Nel secolo successivo, fra il 1639 e il 1642, furono realizzate le tre navate, fu costruito l'attuale fonte battesimale, e collocato l'organo a canne.
Demolita nel 1719 la vecchia torre che sorgeva ove ora si trova la cappella della Madonna del Ponte, fu iniziata la costruzione dell'attuale campanile, portata a termine nel 1783.
Nel 1777, su progetto dell'Arch. Patricolo di Palermo, la chiesa fu ulteriormente allungata a formare la croce latina: nel corno destro della cupola fu edificata la cappella del Crocifisso, in quello sinistro la cappella di Maria SS. del Ponte.

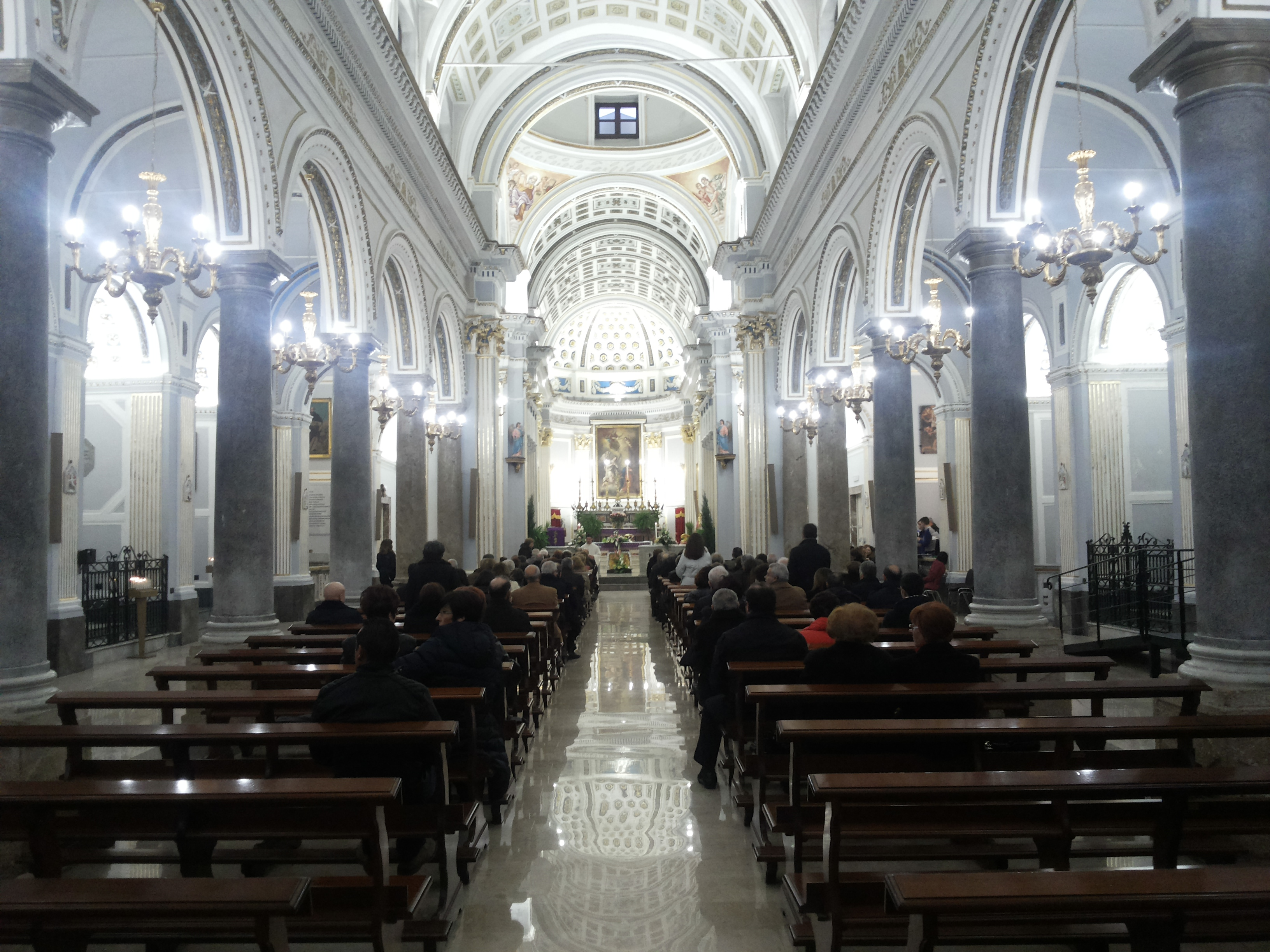
L'interno

Fra il 1804 e il 1807 furono eseguiti altri lavori, fra cui la collocazione dell'attuale pavimento e balaustra in marmo, la costruzione della parete posteriore dell'altare principale, ornata da pilastri scanalati e capitelli di ordine corinzio che sostengono un frontespizio triangolare.
Gli ultimi lavori eseguiti nella Chiesa risalgono al 1960, quando la facciata principale è stata completamente rifatta su progetto dell'Arch. Antonio Valenti.
Per quanto riguarda invece l'attigua "Cappella del Rosariello", questa fu costruita intorno al 1662; in essa i confrati della Compagnia del Rosario collocarono il simulacro di "Maria SS del Rosario", e vi scavarono una sepoltura per i loro defunti.
Divenuta Parrocchia nel 1573, la Madre Chiesa, per decisione del visitatore Francesco Pozzo del 1584, fu di "regio patronato", e sino al 1710 aveva la giurisdizione ecclesiastica sulla borgata di Borgetto, sino al 1800 sulla borgata di "Sicciara" e sulle chiesette di Trappeto, San Cataldo, Giudeo, Salcina, e altre chiesette rurali del territorio.

## Descrizione
All'interno della Chiesa Madre vi sono diverse pitture del XVI e XVII secolo. Degne di nota sono:
1) una grande tela, di mt. 2 x 3, raffigurante "L'Assunta", collocata nella prima arcata della navata destra; tale opera, eseguita da Antonino Spatafora detto "Il Panormita", è datata 20 febbraio 1579. Notevoli in questa tela sono la forza espressiva dei personaggi, e le armoniche strutture architettoniche raffigurate sullo sfondo.
2) quattro tele di scuola lombarda del '600, collocate due nella Cappella del Crocifisso, e precisamente "Santa Maddalena in preghiera" e "Santa Rosalia in estasi", e due nella Cappella della Madonna del Ponte, e precisamente "Sant'Agata" e "Santa Caterina".

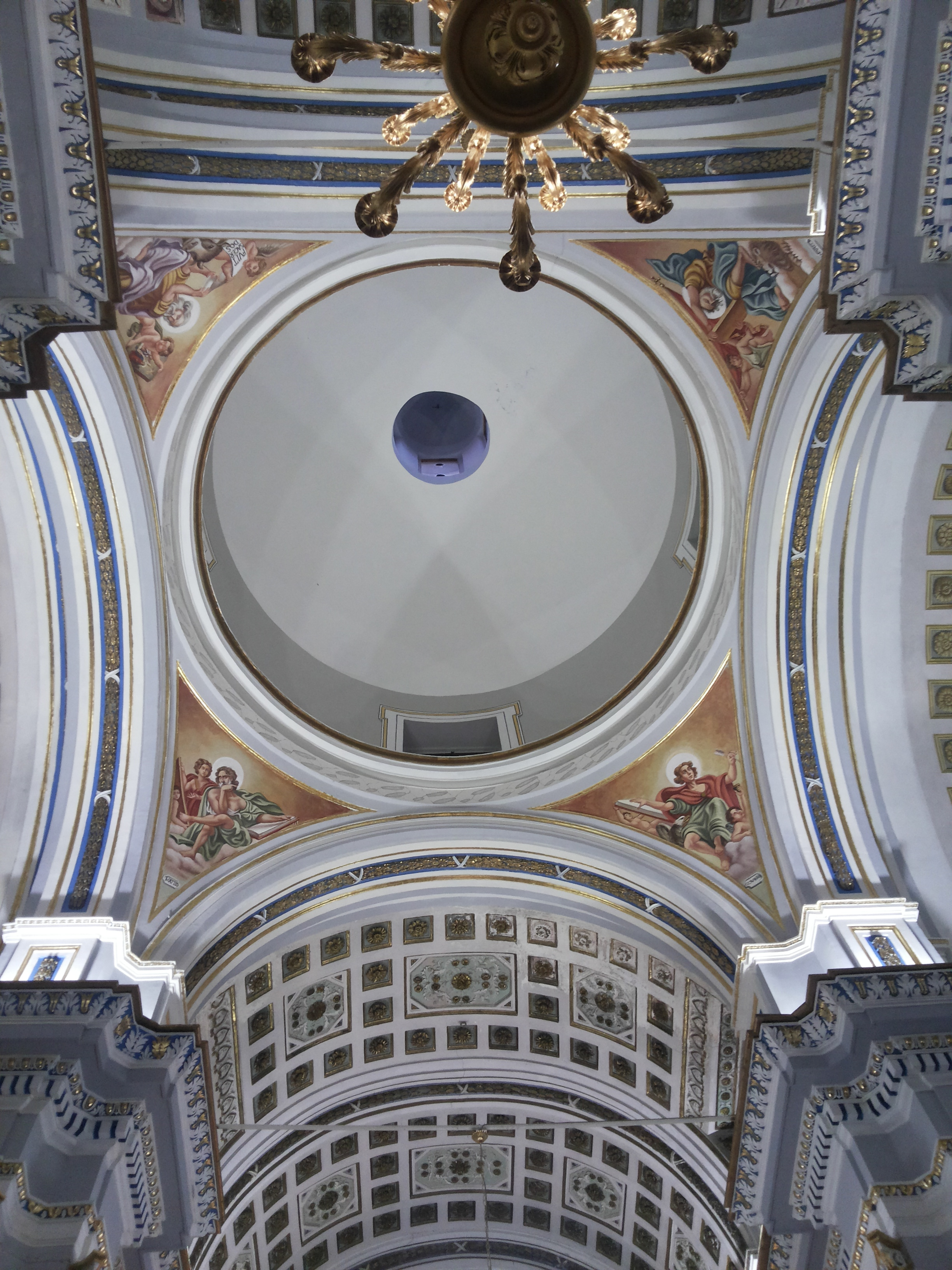
Interno della cupola
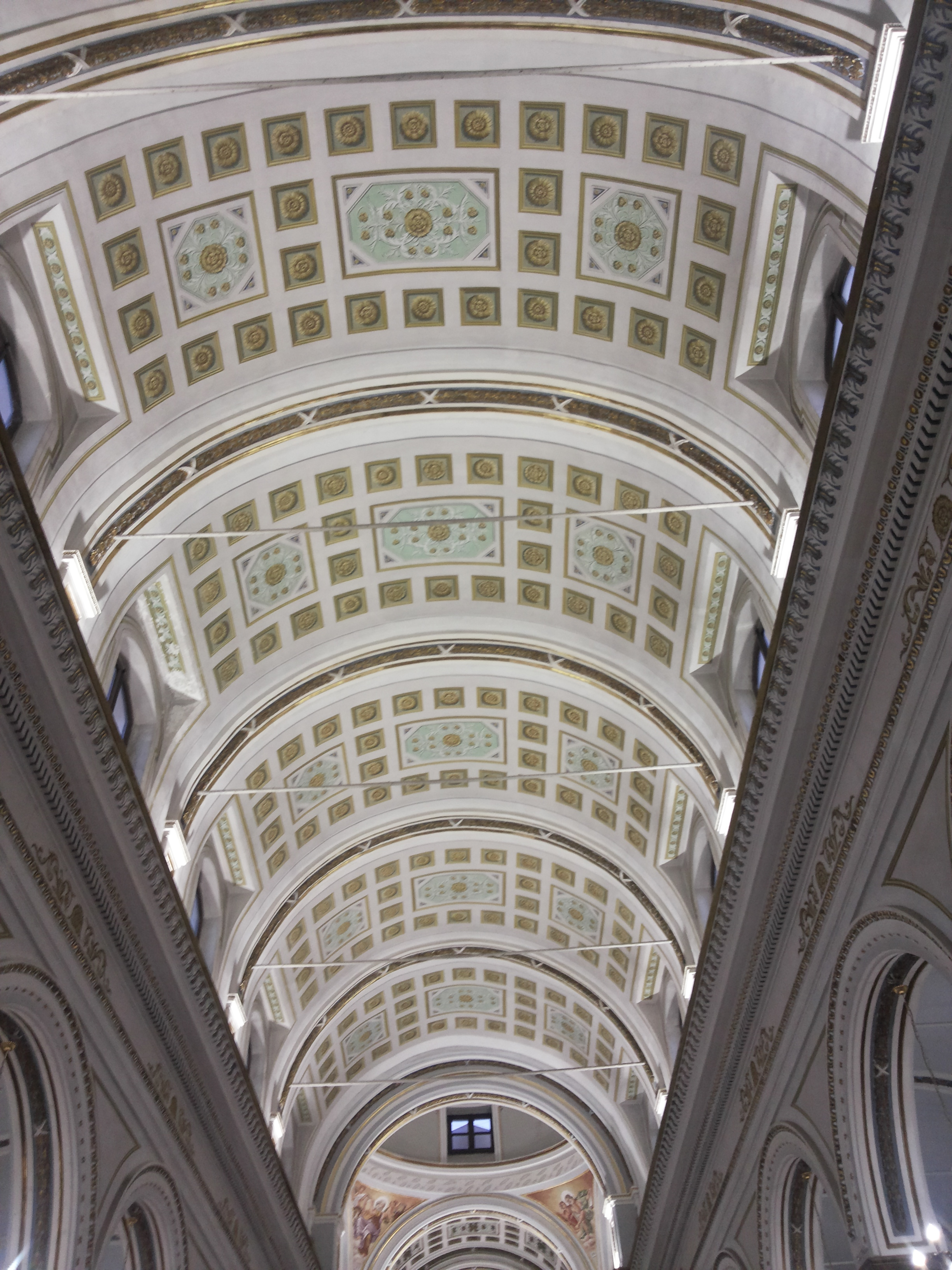
La volta
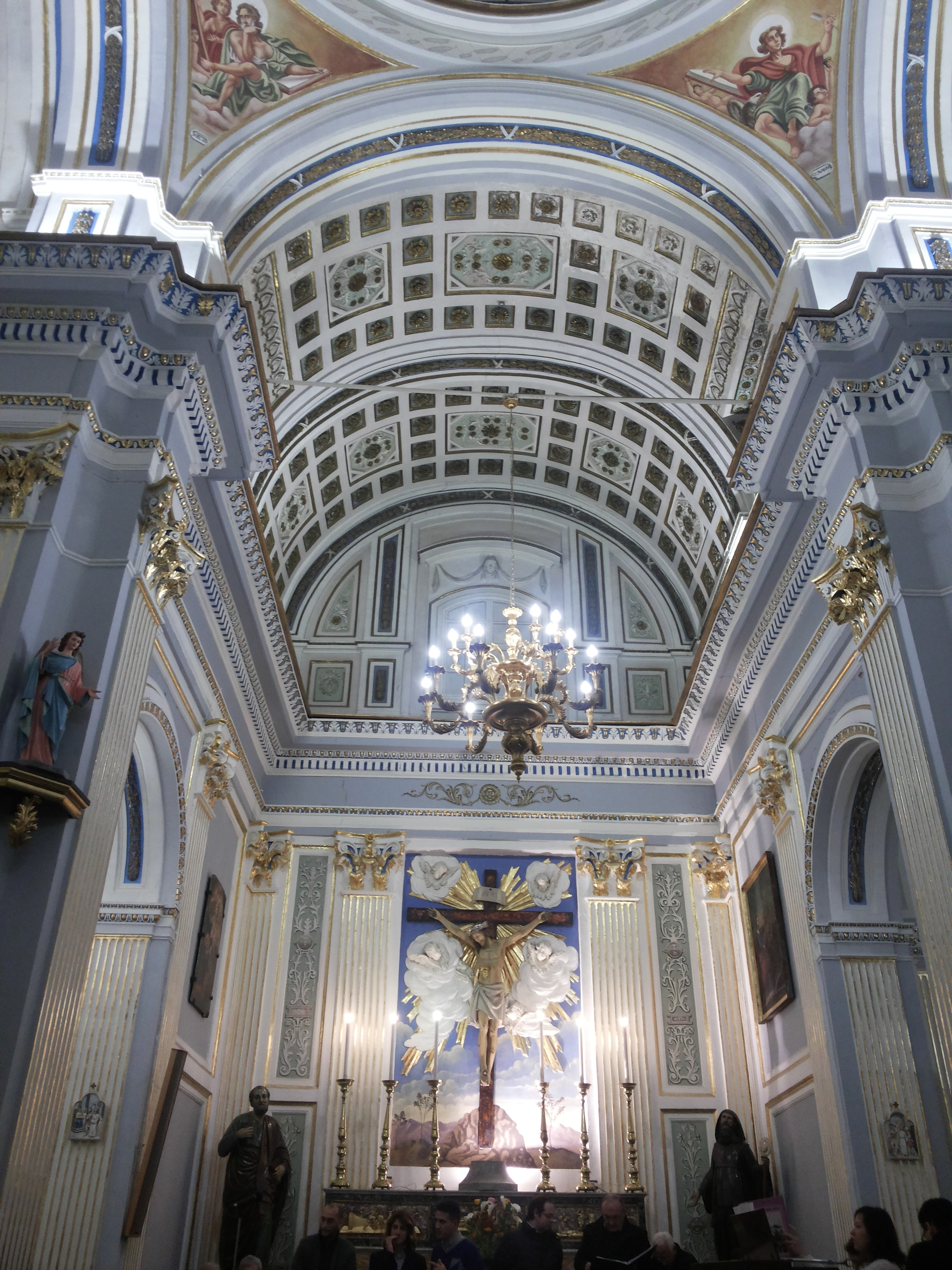
Cappella del Santissimo Crocifisso, lato destro del transetto
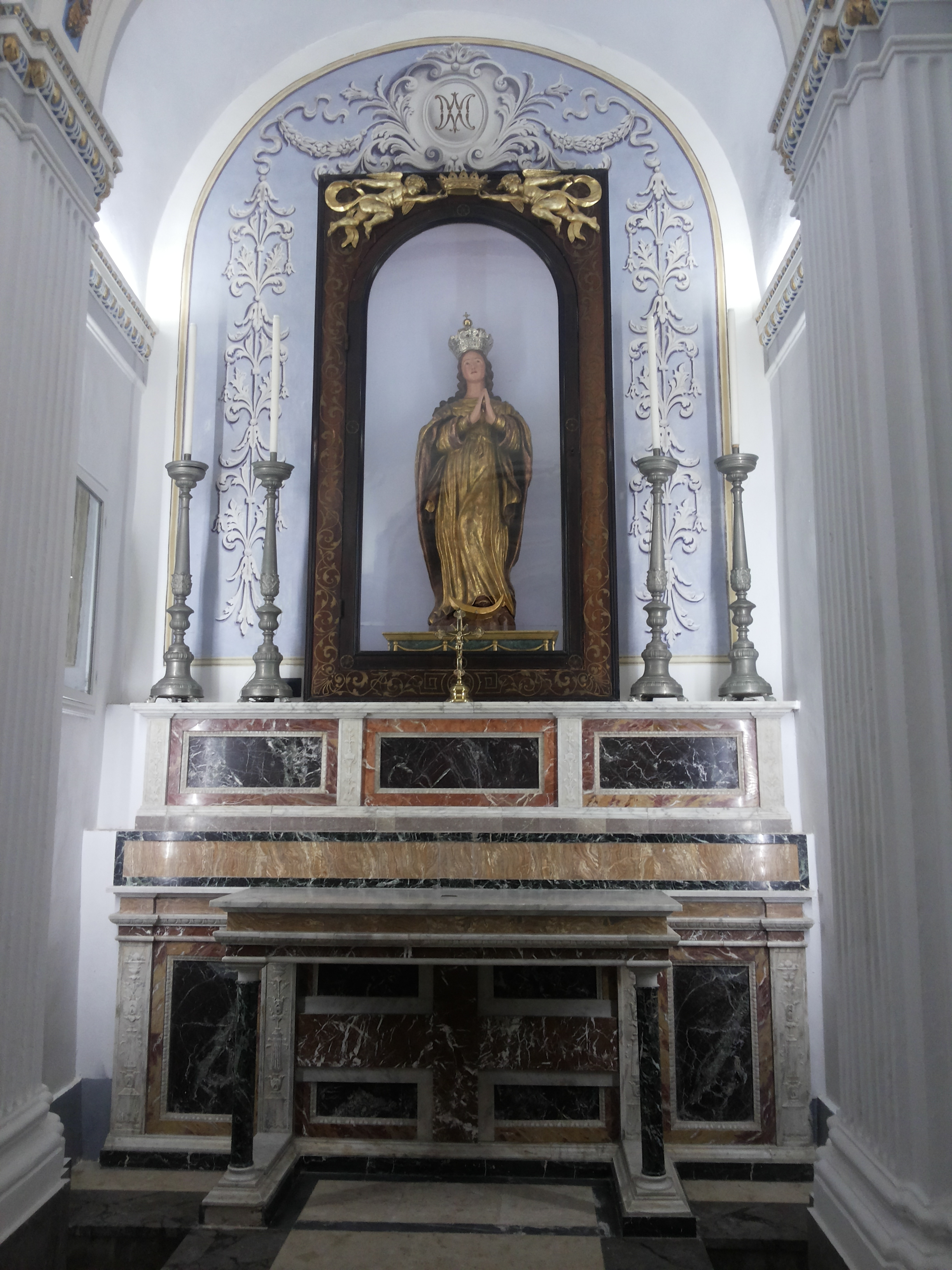
Cappella dell'Immacolata
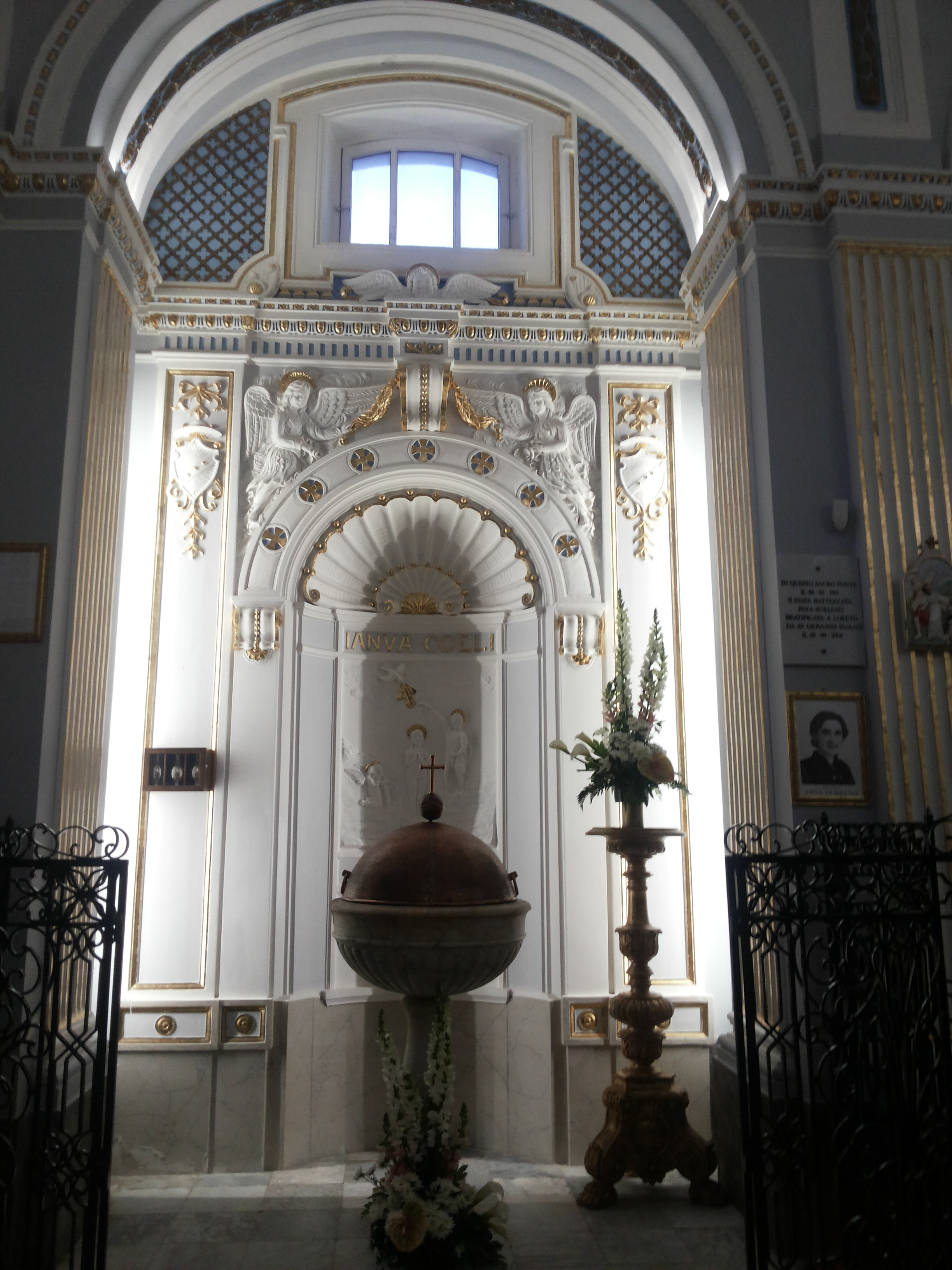
Fonte Battesimale
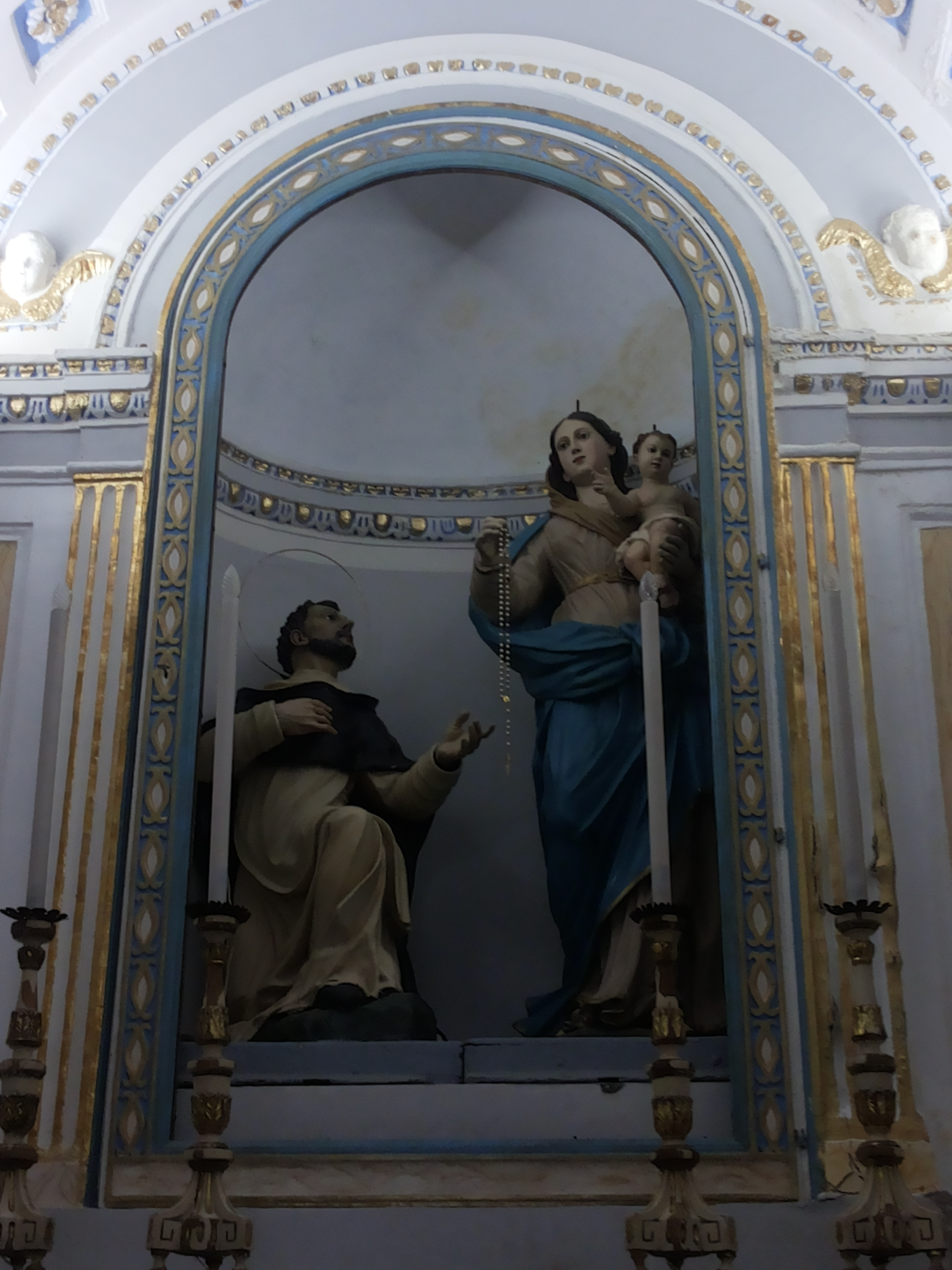
Statua della Madonna del rosario
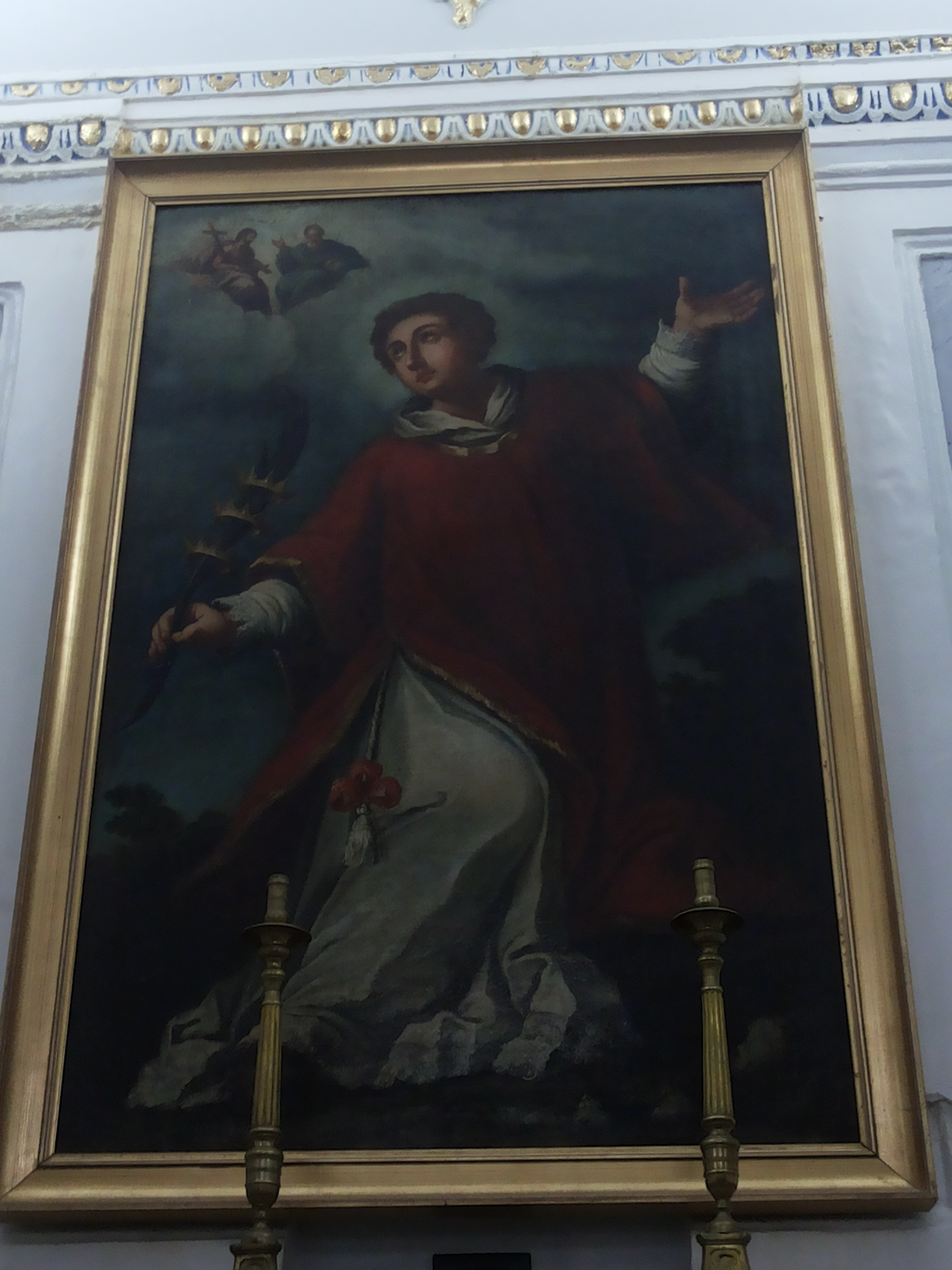
Tela di santo Stefano protomartire